# Jukka Pelkonen

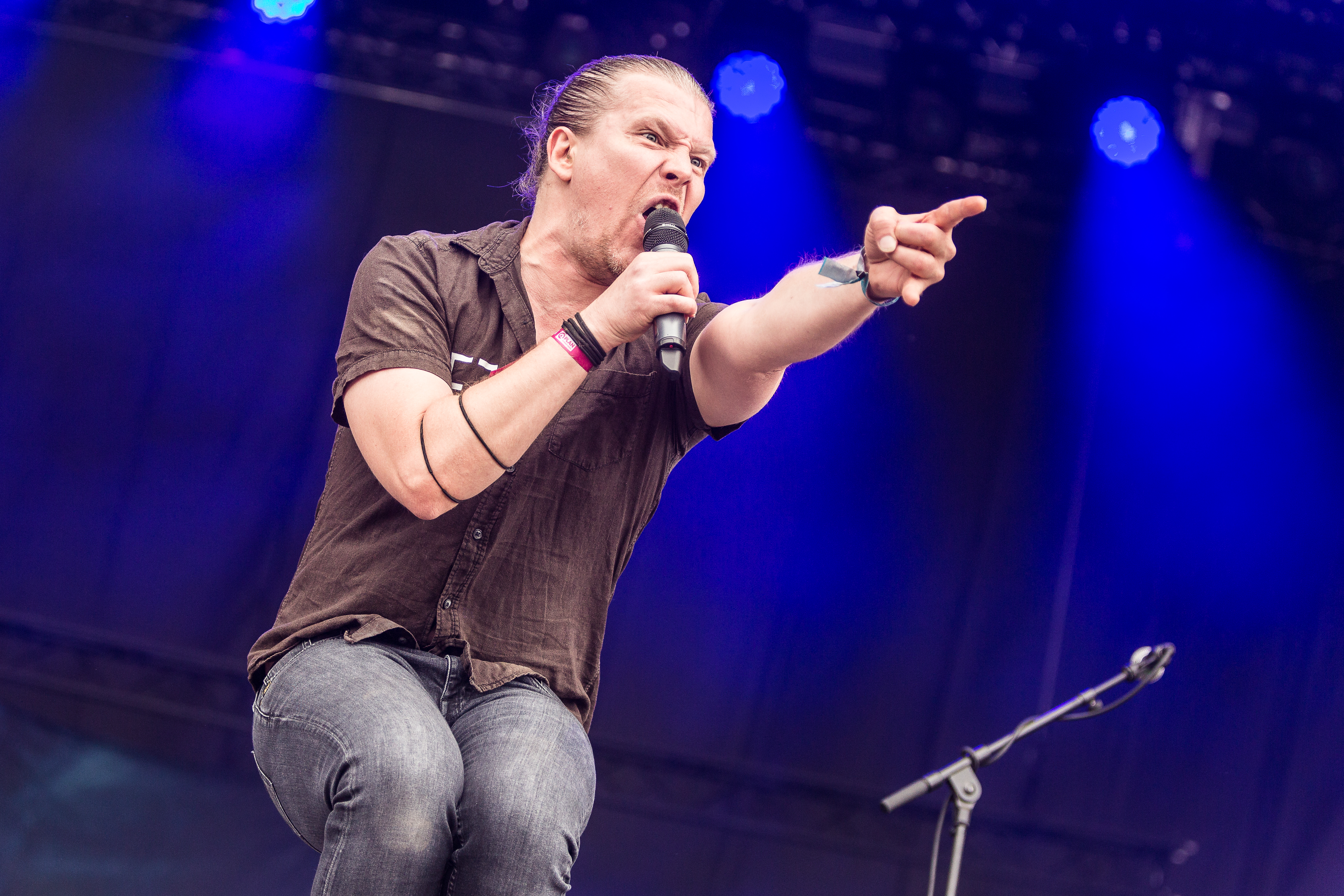
Pelkonen auf dem Rockharz Open Air 2019

Jukka Pelkonen (* 23. März 1980 in Finnland) ist ein finnischer Metal-Sänger, Gitarrist und Songwriter. Seit 2006 ist er der Sänger der Band Omnium Gatherum.
Von 1995 bis 2011 war Pelkonen Mitglied der Band Elenium, ein momentan pausiertes Projekt.

## Diskografie

### Mit Omnium Gatherum
- 2007: Stuck Here on Snake’s Way
- 2008: The Redhift
- 2011: New World Shadows
- 2013: Beyond
- 2016: Grey Heavens
- 2018: Burning Cold

### Mit Elenium
- siehe Elenium#Diskografie

### Gastbeiträge
- 2005: Amoral – Decrowning (Begleitgesang)
- 2017: Angel Nation – Aeon (Gastgesang auf Free)